# Неон звичайний
Неон блакитний, або неон звичайний (Paracheirodon innesi) — це вид прісноводних риб родини харацинових. Батьківщиною цих видів риб є — верхня частина басейну річки Амазонки (неглибокі водойми). Популярна тропічна риба для утримання в акваріумах.

## Опис
Риби завдовжки до 4 сантиметрів. У дикій природі неон звичайний зустрічається в притоках річки Амазонки. Самки неонів відрізняються від самців більш повним черевцем, при цьому блакитна мерехтлива смуга, що йде уздовж тіла рибки згинається, а у самців вона залишається прямою. Утримувати цих рибок не складно. До якості корму неон не вимогливий. Температура води для утримання рибок повинна бути близько +21 +23 градусів.
Неонів розміщують в акваріумах, де є густо посаджені рослини, де вони можуть ховатися або просто плавати між ними. Рослини розсаджують по периметру акваріума, залишаючи вільним тільки переднє скло і центр, для того щоб рибки плавали і годувалися, а їх можна було легко спостерігати. Бажано містити неони зграйкою, так як в природі вони стайні риби. Коли зграйка рухається синхронно і поблискує своїми неоновими смужками це досить чаруюче видовище.

## Харчування
Рибки-неони можуть їсти будь корм як живий, так і сухий, тільки невеликий. Щоб повноцінно підготувати виробників до розмноження, бажано їх перед цим містити в просторому акваріумі та годувати різноманітним живим кормом. Потім вам необхідний акваріум нерестовік на 2 літри, на його дні повинна бути решітка. Перед тим як залити воду потрібно ретельно промити нерестовік-акваріум содою і кілька разів сполоснути. 

## Умови утримання
Насамперед, в акваріумі повинен бути темний ґрунт і густа рослинність, оптимальна температура води (23-25 °C). Віддає перевагу м'якій воді (0,5-4о) і рН 5,5-6,5.

## Розмноження
Для розведення неонів підігрійте воду до +22 + 24 градусів, при цьому карбонатна твердість води повинна бути мінімальна. Вода повинна відстоюватися 10-15 діб. Потім потрібно наситити воду гуміновими кислотами і дубильними речовинами, тобто можна додати настій з вільхових суплідь, або торф, вода повинна стати світло-бурштинового кольору. У нерестовік необхідно посадити лише пару рибок, самця і самку. Світло може негативно вплинути на розвиток ікри, нерест і подальший розвиток ведуться в темряві. Зазвичай самка мече 100—150 ікринок, ікринки падаючи, потрапляють під ґрати, і рибки не можуть її з'їсти. Коли ікрометання закінчено, риб висаджують з нерестовіка. Ґрати прибирають, а погану ікру, білуватого кольору, вибирають і видаляють, в напівтемряві, піпеткою з оплавленим кінцем. Потім рівень води знижують до 5 см. Коли мальки попливуть можна починати їх годувати і потихеньку додавати свіжої води. На початку мальки харчуються коловертками. У міру зростання рибок, корм укрупнюється, а його кількість збільшують. Потім рибок переміщують у звичайний акваріум.